# پهن‌نوک ویسایان
پهن‌نوک ویسایان (نام علمی: Eurylaimus samarensis) نام یک گونه از تیره پهن‌نوکان نمادین است.